# Sant Antoni de Morers
Sant Antoni de Morers és una ermita de Ripoll protegida com a Bé Cultural d'Interès Local.

## Descripció
L'ermita fou construïda l'any 1740 segons consta en la data cisellada en la dovella de la porta d'entrada. Era bastant espaiosa: uns 18,50 m de llargada per 3,50 m d'amplada, amb tres altars per banda, ornamentació barroca de guix i ben pintada. Podem considerar la relativa importància del temple per l'existència de la casa habitació de l'ermità i hostatgeria al servei dels devots.